# Club Deportivo Universidad Católica (reservas)
El equipo de Reservas de Universidad Católica fue una categoría profesional del Club Deportivo Universidad Católica que competía en la liga oficial de la División de Reservas de la Asociación Central de Fútbol de Chile. La creación formal de este equipo de reservas y de las categorías del Fútbol joven se hicieron indispensables tras el estreno en Primera División en 1939.

## Historia

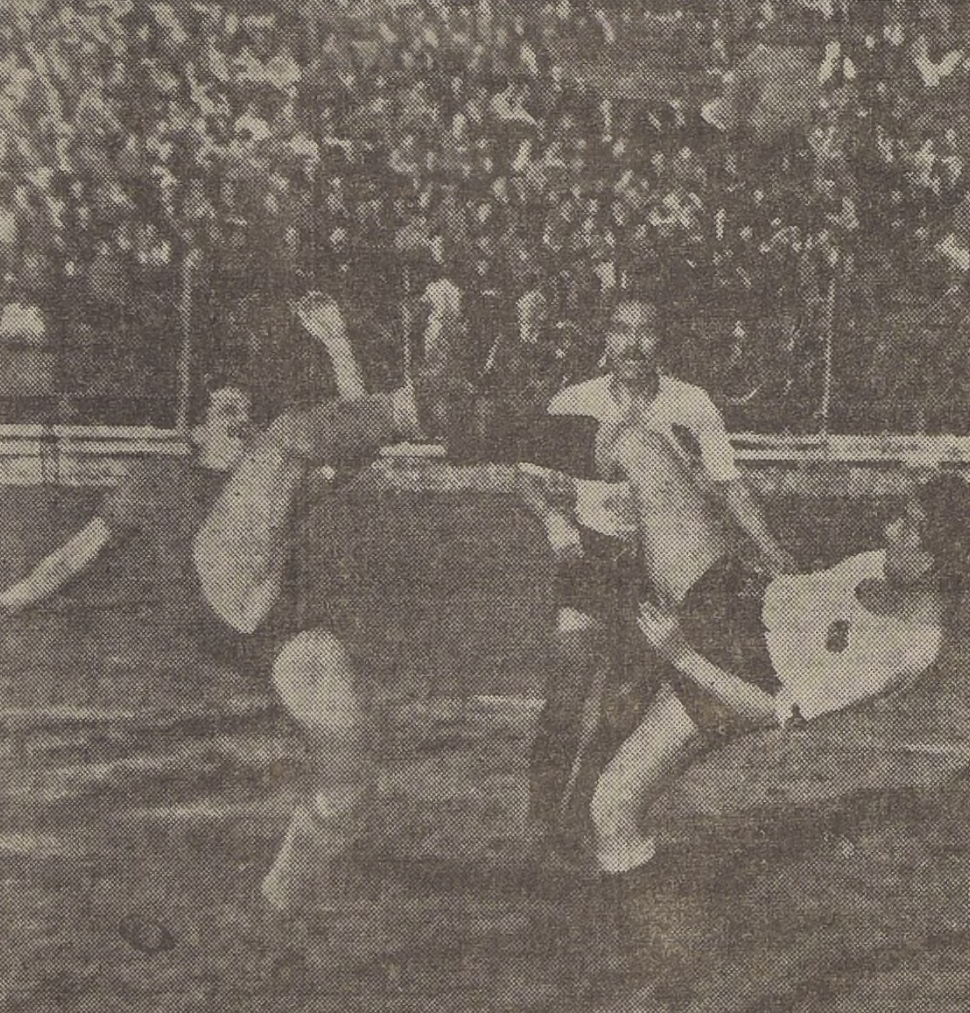
Luis Vidal, jugador de Universidad Católica, disputa el balón con Peñaloza, de Colo-Colo, en el triunfo por 3:2 en el Estadio Independencia en 1949.

En forma paralela al torneo oficial de Primera División, los clubes afiliados a la Asociación Central de Fútbol debían presentar un equipo en la División de Reservas. Los jugadores de esta categoría integraban el plantel que formaba parte de la División de Honor. En el caso de Universidad Católica, la participación en el Torneo de Reservas se hizo obligatoria al debutar en la máxima categoría en 1939.
Los jugadores de los equipos reservas eran remunerados y competían en su liga para mostrar sus condiciones, o simplemente con el objetivo de mantenerse en forma. Cuando la fecha del Torneo de Reservas se jugaba a mediados de semana, estos partidos eran presenciados por decenas o centenas de personas, y en ocasiones sobrepasaban el millar de espectadores.
Sin embargo,  los encuentros de esta categoría atraían el interés de una gran cantidad de público cuando se jugaban como preliminar de los partidos de Primera División. Aquello ocurrió en el partido de reservas correspondiente al Clásico universitario disputado el 31 de octubre de 1951. Universidad Católica se impuso por 3:2 a Universidad de Chile ante 60 000 espectadores reunidos en el Estadio Nacional, que luego presenciaron el empate 2:2 entre los equipos de la División de Honor. Ese mismo año, los cruzados se alzaron con el título, destacando las actuaciones de Sergio Litvak, Horacio Cisternas y Fernando Jara. Otra oportunidad de presentarse ante una gran concurrencia, tuvo lugar el 31 de octubre de 1954, las reservas de Universidad Católica y Colo-Colo se enfrentaron como preliminar del duelo entre ambos elencos correspondiente al Torneo Oficial 1954. La franja ganó 1:0 en reservas y 2:1 en la División de Honor ante 36 184 asistentes al Estadio Nacional.

### Tetracampeonato 1964-1967
A fines de noviembre de 1964, Universidad Católica igualó 1:1 con Audax Italiano y ganó el Torneo de Reservas. El 8 de febrero de 1966, fecha hasta la cual se extendió la temporada 1965, derrotó 3:0 a Palestino en el Estadio Independencia y logró el bicampeonato de la categoría. En el Torneo de 1966, el equipo fue edificando una sólida campaña fecha tras fecha. El 25 de octubre de ese año, los cruzados vencieron a Magallanes por 3:1 y lograron el tricampeonato. El título fue conseguido en calidad de invictos.
El 3 de enero de 1968, Católica se consagró tetracampeón de la División de Reservas al derrotar 2:1 a Universidad de Chile, nuevamente en el Estadio Independencia. Ese equipo estaba integrado por jugadores que luego destacarían en el equipo titular e integrarían la Selección de fútbol de Chile como Leopoldo Vallejos, Sergio Messen y Fernando Carvallo. Otros jugadores importantes a lo largo de esas campañas fueron Freddy León, Luis Olivares, Hugo Cicamois, Adán Godoy, René Hormazábal, Mario Aguilar, Esteban Varas, Juan Barrales, Mario Livingstone, Luis Hernán Carvallo, Alberto Jeria, Juan Herrera y Manuel Gaete, entre otros.

## Estadio

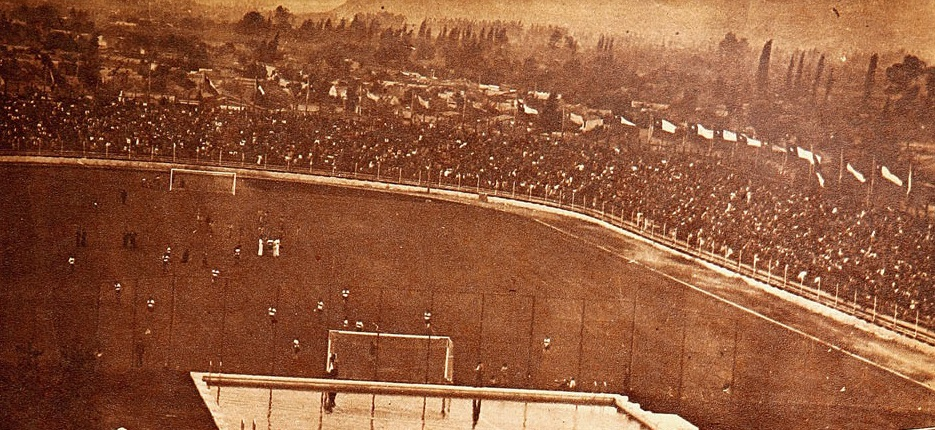
El Estadio Independencia fue el último recinto deportivo de Católica hasta antes de San Carlos.

En la transición de Club Deportivo Universidad Católica entre el amateurismo y profesionalismo, el equipo ejerció de local en recintos propios como el Estadio Universidad Católica, Campos de Sports de Ñuñoa y el Estadio Independencia. Este último recinto, el tercero en la historia del club y el reducto anterior a Estadio San Carlos de Apoquindo, fue sede no sólo del club local sino además de otros equipos de la División de Reservas, como ocurría también en el torneo de Primera División.

## Palmarés
| Torneos nacionales oficiales      | Torneos nacionales oficiales  | Torneos nacionales oficiales |
| Competición                       | Títulos                       | Subcampeonatos               |
| --------------------------------- | ----------------------------- | ---------------------------- |
| Torneo de Reservas de Chile (5/1) | 1951, 1964, 1965, 1966, 1967. | 1952                         |

## Otros deportes
En otras ramas, el CDUC ha contado con equipos que compiten en categorías oficiales de suplentes. El equipo reserva del Rugby UC obtuvo el Torneo Central en 1988, 1999, 2008 y 2009, el Torneo de Apertura 2006, y la Copa de Oro del Campeonato Seven de Chile 2001. En la misma categoría, el vóleibol masculino también ha ganado títulos, como el Apertura de 1962, y los torneos metropolitanos de 1962, 1964 y 1977.